# Pindaí
Pindaí este un oraș în statul Bahia (BA) din Brazilia.